# Librazhd
Librazhd es un municipio y villa del condado de Elbasan, en el centro de Albania. El municipio se formó en 2015 mediante la fusión de los antiguos municipios de Hotolisht, Librazhd, Lunik, Orenjë, Polis, Qendër y Stëblevë, que pasaron a ser unidades administrativas. Tiene una población de 31 892 habitantes (censo de 2011) y un área total de 793,36 km². La población en sus límites de 2011 era de 6937 habitantes.
La localidad se ubica en el este del país sobre la carretera SH3, a medio camino entre Elbasan y el lago de Ocrida. Junto a la villa pasa el río Shkumbin. La mayor parte del parque nacional Shebenik-Jabllanica pertenece al término municipal de Librazhd.

## Deportes
- KS Sopoti